# 冰核丘

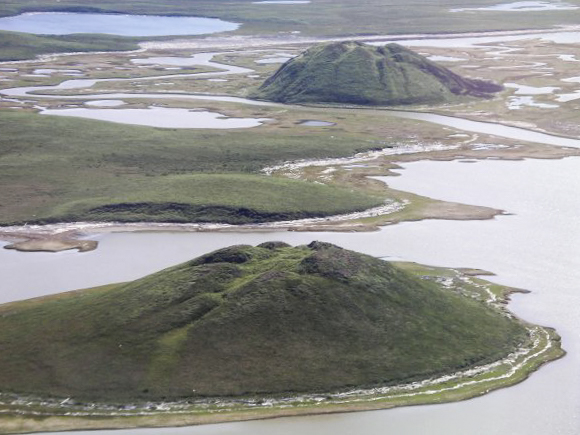
图克托亚图克附近的冰核丘

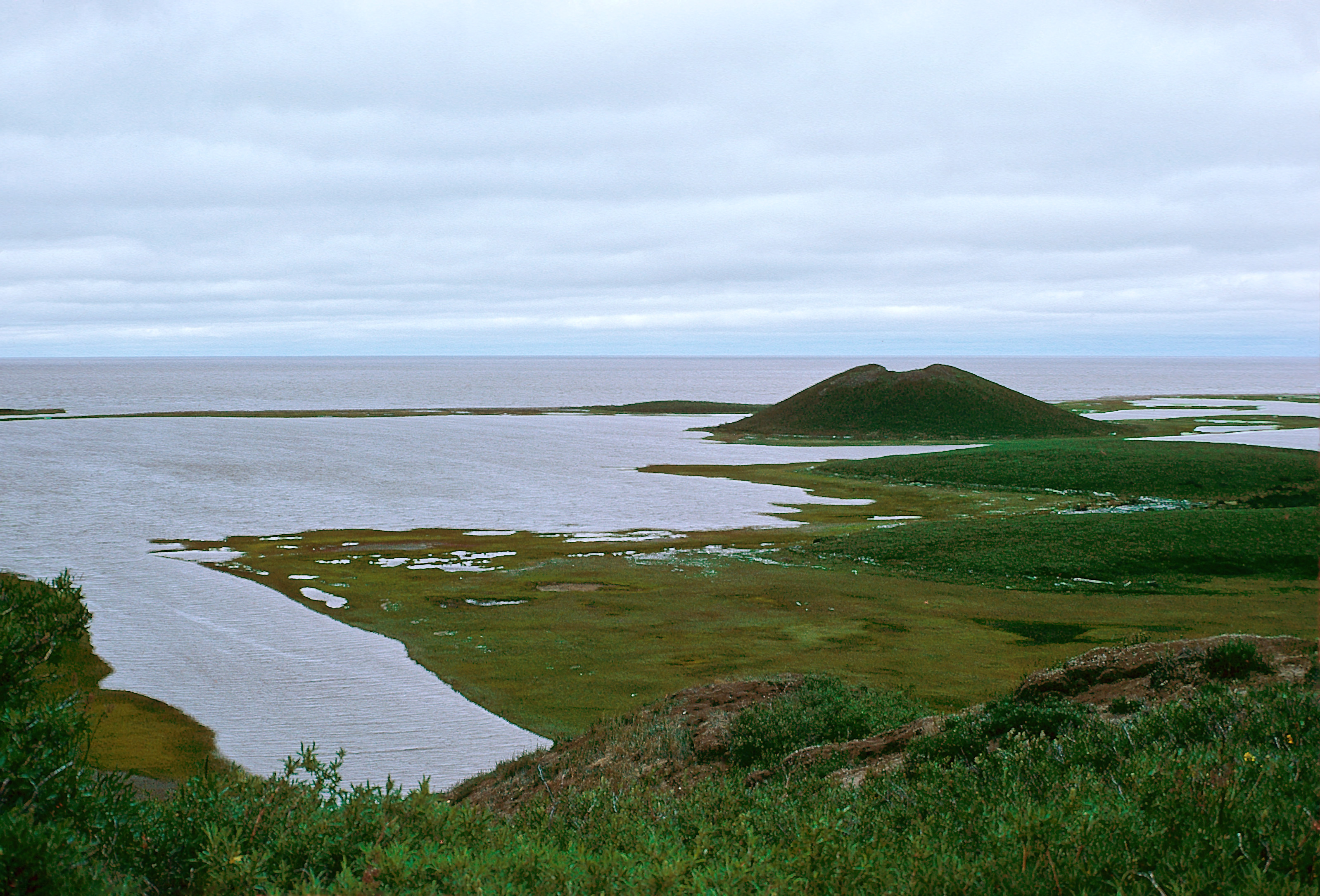
从流通湖内一座冰核丘顶上瞭望另一座冰核丘，背景为图克托亚图克附近的北冰洋，1975年7月20日。

平戈斯（Pingos）是一种外观通常呈圆锥状，高约3至70米（10至230英尺），底部直径30至1000米（98至3281英尺）不等的冻土冰核丘，一般只出现和存在于永久冻土环境，如北极和北极圈附近，属于一种非冰川地貌或与较冷气候作用相关的冰缘地貌。据估计，地球上有11000多座冰核丘 。图克托亚图克半岛是世界上冰核丘最集中的地区，共有1350座，目前有关冰核丘的数据非常有限。

## 历史

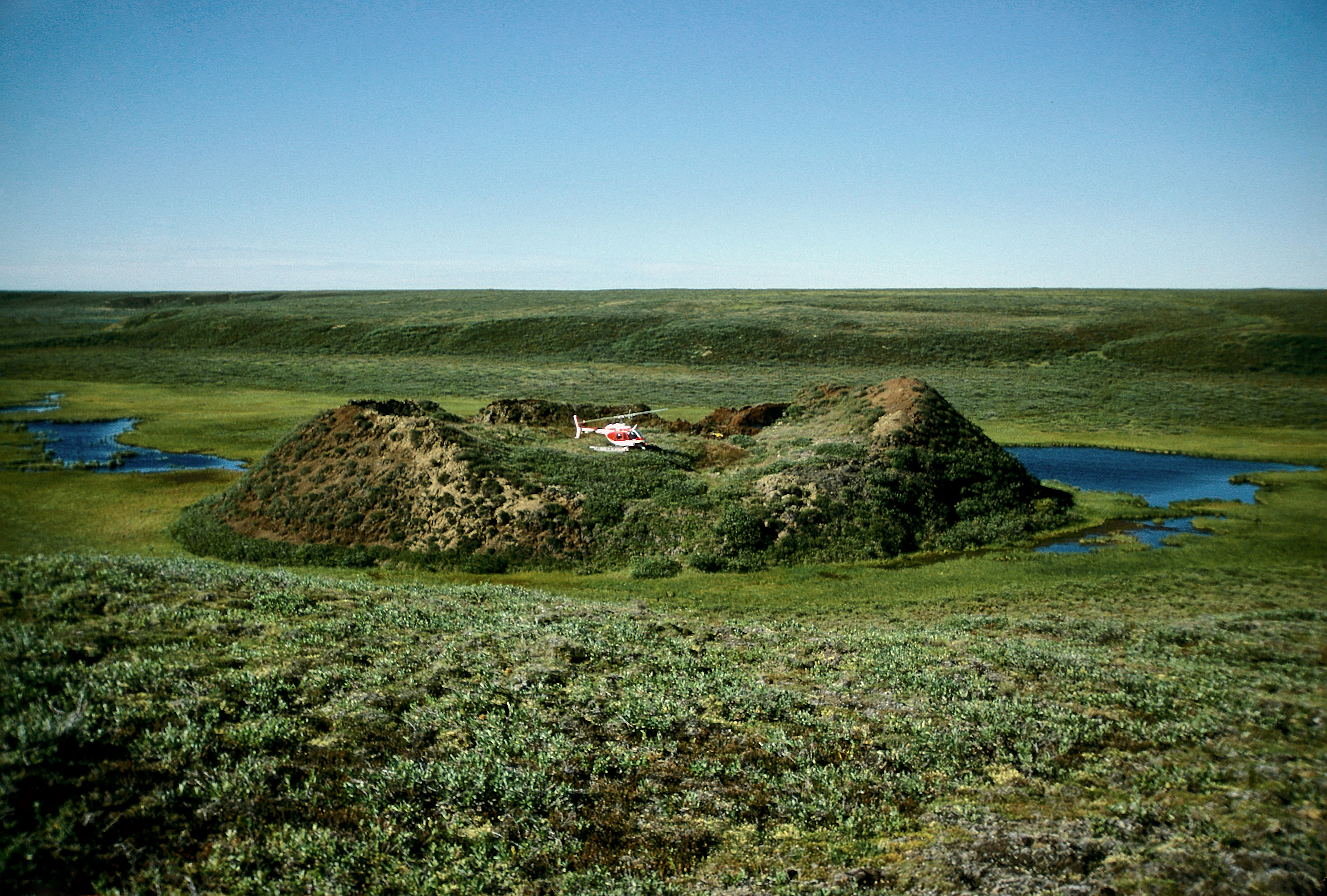
1987年8月8日拍摄的马更些三角洲坍塌的冰核丘，可看出前流通湖的轮廓。

1825年，约翰·富兰克林在马更些三角洲的埃利斯岛上登上一座小冰核丘，对它做了最早的描述。但是，“平戈”一词，则是1938年，由北极植物学家“阿尔夫·埃林·波尔西德”（Alf Erling Porsild）在他的关于加拿大和阿拉斯加西部北极海岸土丘论文中，首次从因纽特语中借用的。图克托亚图克的“波尔西德平戈”就是以他的名字命名。“平戈斯”一词在因纽特语中的意思是为“圆锥山”，现已在英语文献中被作为一条科学术语。

## 形成
冰核丘只能形成于永久冻土环境中，一个地区倒塌的冰核丘证据表明那里曾经有过永久冻土。

### 静水压型冰核丘

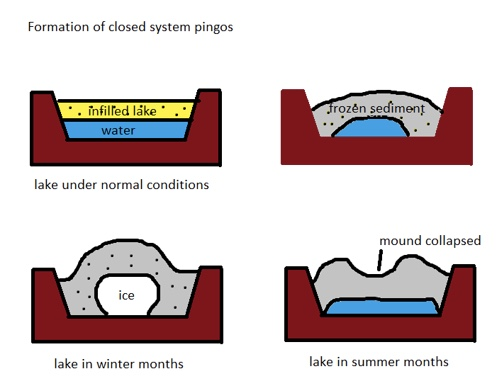
显示封闭式系统（流体静压）冰核丘形成过程的示意图

封闭式系统，也称为静水压型冰核丘，是由于水在冰核丘内核中产生的静水压力而形成，它们出现在底土层不透水的连续永久冻土区。这些冰核丘位于平坦、排水不畅、地下水有限的地区，如浅水湖泊和河流三角洲。当常年冻土层产生向上运动或压力时，导致大量承压土壤冻结，因膨胀而将材料向上推动，形成了这类地貌。
右图说明了这一过程以及全年发生的变化。
这种封闭式系统的冰核丘形成于被沉积物填塞的湖泊区域，这意味着湖底与上层覆盖体是分离的，能让液态水在沉积物下面集聚。在冬季，沉积物开始冻结，导致体积膨胀，水体空间压缩并使水压上升。由于向上的压力，最后形成土墩。然而，在夏季的几个月里，冰核丘内的冰芯开始融化，导致冰丘向内塌陷。

### 水压型冰核丘

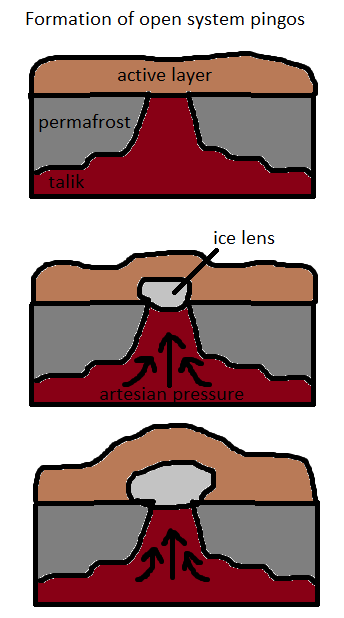
显示开放式系统（水压）冰核丘形成过程的示意图。

水压式（开放式系统）冰核丘是由外部来源的地下水，即冻融层或永久冻土内含水层的流动而产生。当水流上推并随后冻结后，形成的冰芯开始引发流体静压。开放式系统冰核丘对可用水量没有限制，除非含水层冻结，它们一般出现在斜坡底部，通常被称为格陵兰类型。地下水受到自流含水层压力，当形成膨胀冰芯时会迫使地面抬升。迫使地面抬升的不是自流压力本身，而是从含水层获得水源的冰芯。这些冰芯常形成于单薄而且不连续的永久冻土中，这些条件不仅形成了冰芯，还为它提供了自流地下水来源。如果进入自流冰核丘的水压足够大，它可将冰核丘向上抬起，从而在下方形成一个晶状体。然而，如果这一晶状体开始漏水，可能会导致沉降，从而危及整个结构。这些冰核丘通常为卵状或椭圆体，至于开放式系统或水压型冰核丘为何常出现在非冰川地形中，目前还不完全清楚。
冰核丘一般每年生长数厘米，而伊比尤克平戈每年的生长速度只为2厘米（0.79英寸），最大的冰核丘需要数十年甚至数百年才能形成。人们认为，产生冰核丘的过程与冻胀密切相关。冰核丘的底部在形成初期往往就已达到最大直径，这意味着冰核丘倾向于长得更高，而不是直径和高度同时增长。冰核丘的高度可在3到70米（9.8到229.7英尺）之间，直径在30到1000米（98到3281英尺）之间。冰核丘的形状通常为圆形，较小的冰丘往往有弯曲的顶部，而较大的冰丘常由于暴露冰的融化而有塌陷的土堆或坑口。

## 地点

### 格陵兰
格陵兰岛的景观包含众多冰核丘及其他冰川地貌，在格陵兰西部，估计有 29 座冰核丘，而在东部，则估计有 71 座。格陵兰岛大部分的冰核丘都位于西部的迪斯科湾和努苏阿克（Nuussuaq）半岛内，还有一些位于东部的梅斯特斯维。迪斯科湾永久冻土层厚约150 米（490 英尺），非常适合封闭式系统冰核丘的形成演化。迪斯科岛上有 20 座冰核丘，其中最大的一座位于库甘瓜克（Kuganguaq）冲积平原，宽 100 米（330 英尺），高 15 米（49 英尺）。
在格陵兰东部尼奥哈尔夫峡湾（Nioghalvfjerdsfjorden）发现的冰核丘为众所周知，它们是格陵兰岛东部最北端的冰核丘，这些冰核丘中最大的宽 100 米形（330英尺），高8米（26英尺），外观呈半圆状，这座冰核丘仍处于活动状态，这意味着它会随着时间的推移而升高。

### 加拿大

#### 图克托亚图克半岛冰核丘

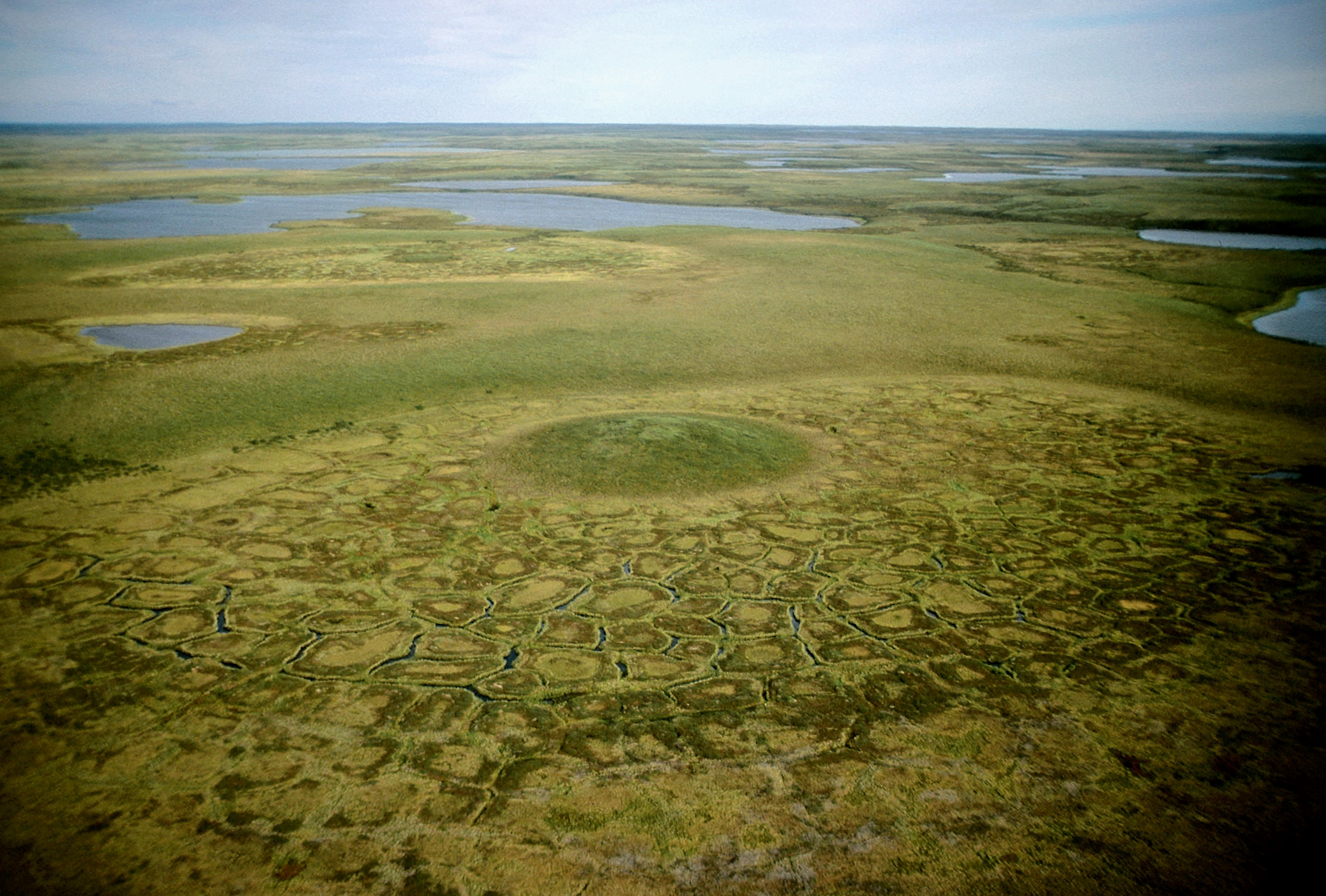
1987 年 8 月拍摄的含流通湖（前景）、多边形冰楔和正在增长中的冰核丘的马更些三角洲。

图克托亚图克半岛是加拿大西北地区北冰洋海岸，一处具有北极苔原环境的区域。这座半岛覆盖着厚厚的永久冻土，已有超过 50000 年的历史。在加拿大冰核丘国家地标区内分布有许多大小和直径各不相同的冰核丘，其中最著名的是 “伊比尤克平戈”（Ibyuk），它是加拿大最高的冰核丘，高度高于海平面 50 米 (160 英尺)，且每年仍以数厘米的速度增长。它也是该地区较年轻的冰核丘之一，估计约有 1000 年的历史。大约自 1990 年以来，随着内核冰的暴露，几座较大的冰核丘已开始融化。

### 阿拉斯加

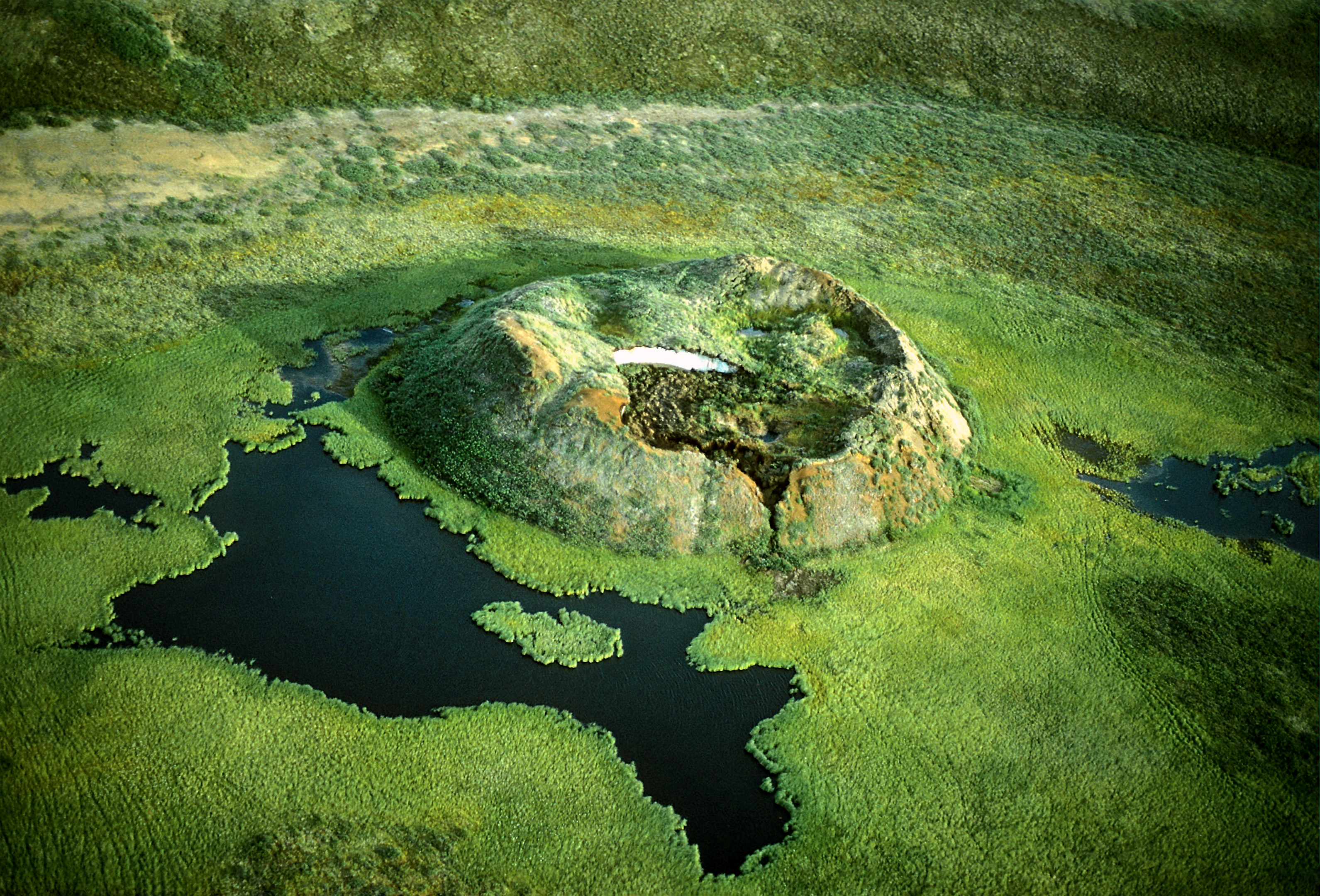
1987年8月8日拍摄的马更些三角洲已坍塌的冰核丘，里面有厚厚的内核冰，可看出前流通湖的轮廓。

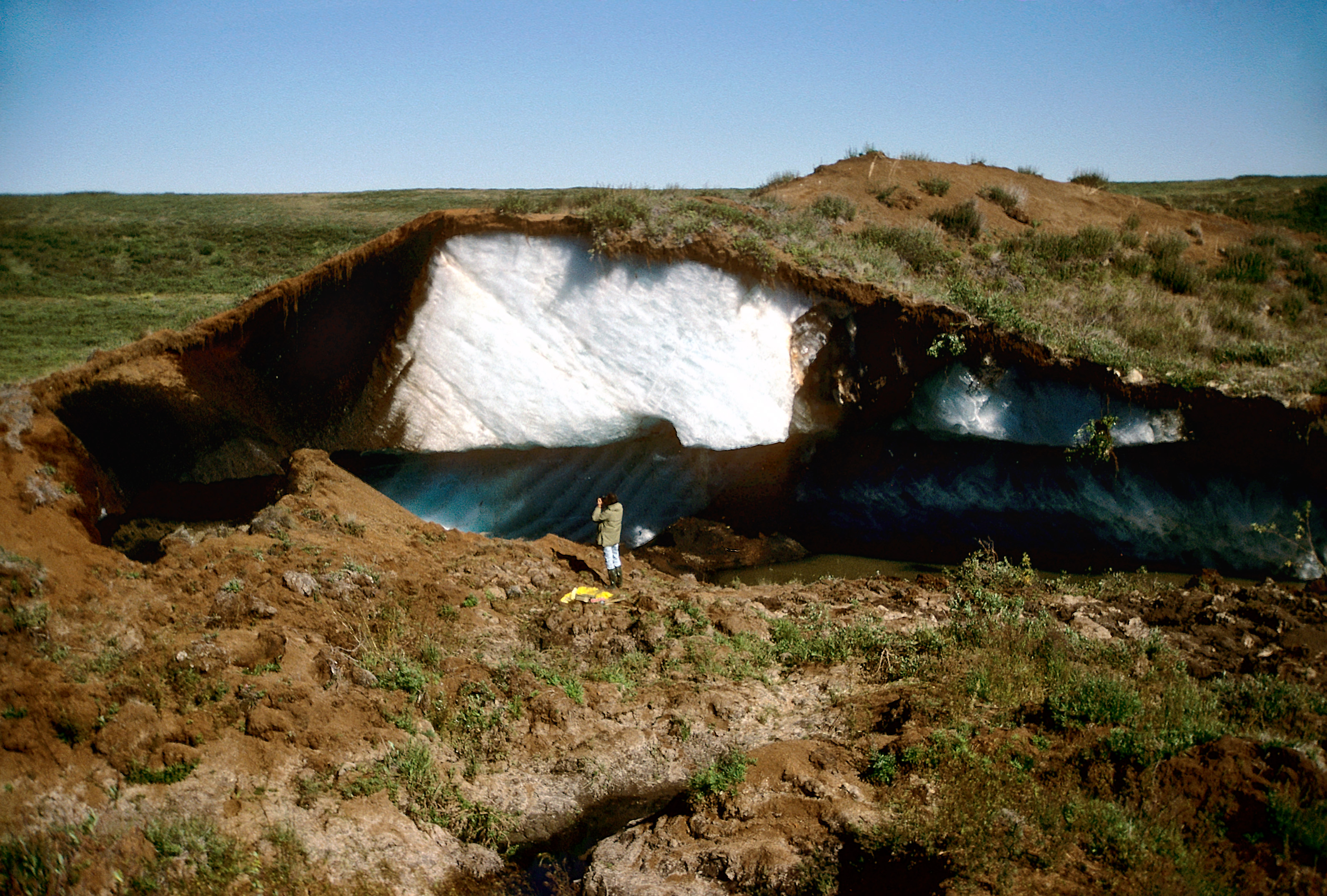
1987年8月8日拍摄的马更些三角洲中内部有大量注入冰的冰核丘照片。

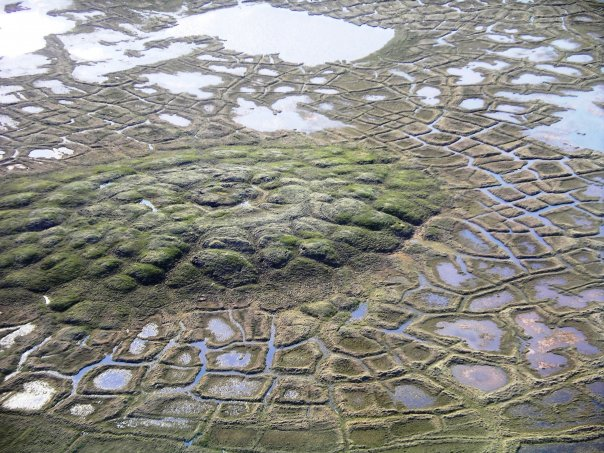
加拿大西北地区，图克托亚图克附近融化的冰核丘。

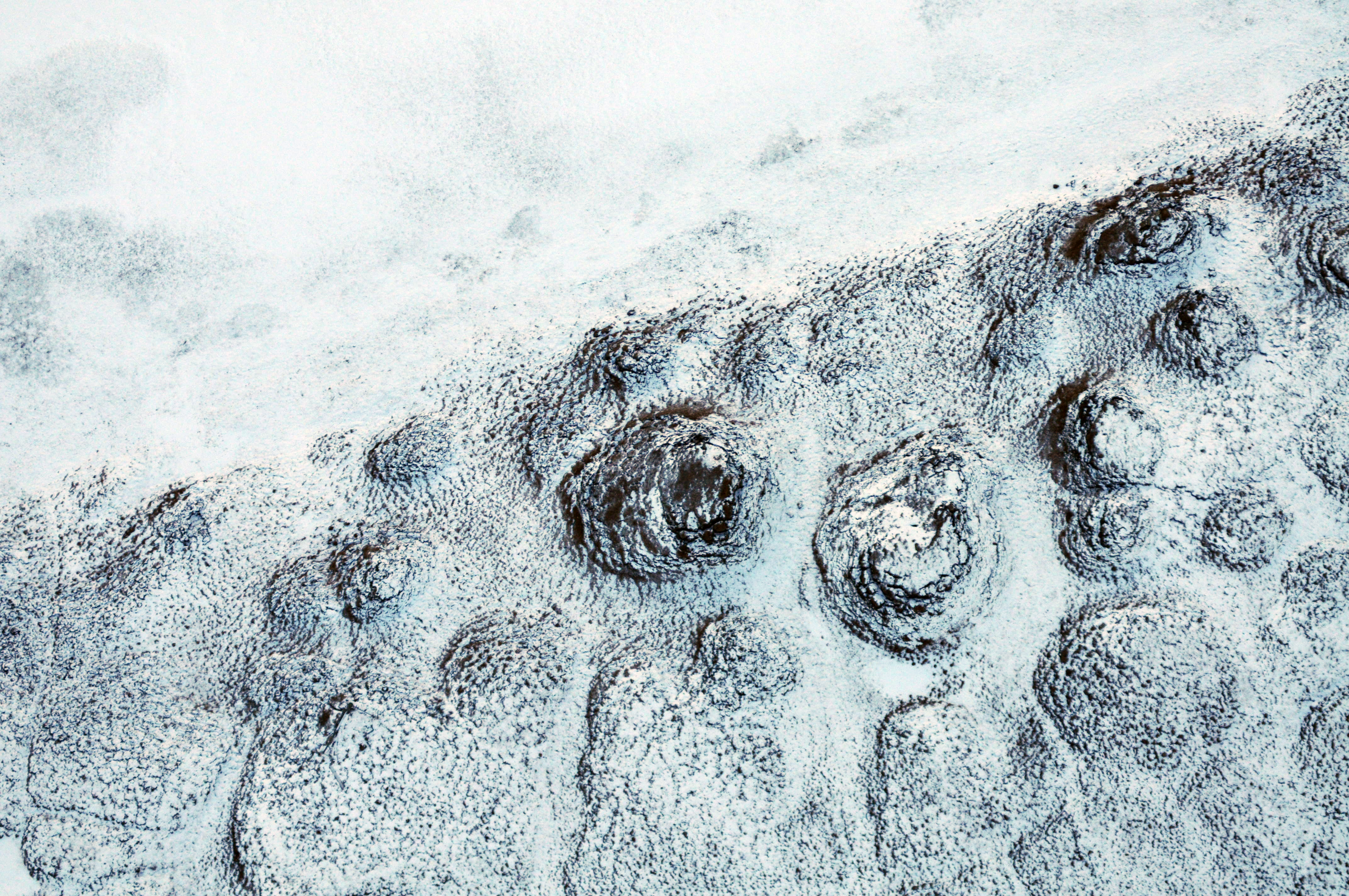
俄罗斯新西伯利亚群岛中科捷利内岛海岸上隆起的冰核丘。

阿拉斯加大约80%的地区都被永久冻土覆盖，其中29%属连续永久冻土，35%为非连续永久冻土，其余为零星或孤立的永久冻土。在整个阿拉斯加，已知有1500多座冰核丘，其中大多数是开放式系统的冰核丘。阿拉斯加冰核丘的高度为3至54米（9.8至177.2英尺），宽度在15至450米（49至1476英尺）。世界上最高的冰核丘位于阿拉斯加，被称作“卡德勒希利克平戈”（Kadleroshilik）。卡德勒希利克平戈的高度为54米（177英尺），但该高度仍在以每年数厘米的速度增长。

### 西伯利亚
在西伯利亚地区勒拿河旁的雅库茨克附近，可找到一处高密度分布的封闭式系统冰核丘区。沿勒拿河旁坐落了500多座冰核丘，该地区由厚厚的常年冻土构成的冲积平原，使冰核丘得以形成和演化。

### 中亚地区
众所周知，中亚地区拥有世界上海拔最高的冰核丘，如青藏高原因其永久冰冻的地形，它的冰核丘海拔位于4000米（13000英尺）以上，这种环境非常适合冰核丘的产生，而寒冷，干燥的永久冻土和低温也阻止了冰核丘的坍塌。

### 火星
虽然尚未证实火星上有任何冰核丘，但学者们一致认为，存在无可争议的类冰核丘特征（PLF）的迹象，类冰核丘特征是已发现的冰缘特征，但通常不被归类为冰核丘，这一般是因为它们不够大，无法归类为冰核丘，或者没有足够的证据将它们归类为冰核丘。

## 气候变化影响
全球变暖正在导致北极地区气温迅速上升，使永久冻土的产生融化。因此，的永久冻土环境极易受到北极气候变化的影响。气候变暖引起的常年冻土退化表现为年平均地温升高、活跃层厚度增加、不冻土（talik）和热喀斯特发育以及永冻土岛屿的消失。永冻层退化和淤积间的相互作用塑造了北极圈和北极低地景观 ，因此包含了过去气候和景观发展的记录。
由于冰核丘内储存了大量的地面冰，因此它们容易受到地表扰动的影响。永久冻土突然融化过程可能会导致冰核丘内的冰楔融化，从而促使冰核丘崩塌加剧并形成残余湖泊 。然而，目前很少有调查气候变化如何影响冰核丘形成和生长的研究。

## 另请查看
- 冻胀
- 帕尔萨，在具有永久冻土的地区，通常为泥炭沼泽，一种低矮、卵形的冻胀高地，土壤中形成了常年生冰晶状体。
- 壶穴—冰川后退或洪水排泄后形成的外流平原上的洼地/洞穴，其中一些被称为“冰核丘池塘”，尤其是在英格兰诺福克[20]。
- 冰缘湖

## 参引资料
1. 1 2 3 4  Pidwirny, M. . Fundamentals of Physical Geography. 2006  [2021-08-13]. （原始内容存档于2017-12-13）.
2. 1 2 3 4 5 6 7  Mackay, J. Ross. . Géographie Physique et Quaternaire. 2002-10-02, 52 (3): 271–323. ISSN 1492-143X. doi:10.7202/004847ar .
3. 1 2 3  Harris, Stuart A. . ISBN 0-660-12540-4. OCLC 20504505.
4. ↑  Grosse, G.; Jones, B.M. . The Cryosphere. 2011, 5 (1): 13–33  [2021-08-13]. Bibcode:2011TCry....5...13G. doi:10.5194/tc-5-13-2011 . （原始内容存档于2020-03-02）.
5. 1 2  Mackay, J. Ross.  (PDF). Géographie Physique et Quaternaire (University of Montreal). 1998, 52 (3): 311  [23 June 2012]. doi:10.7202/004847ar . （原始内容存档 (PDF)于2016-03-03）.
6. 1 2 3  Mackay, Ross. . Department of Geography University of British Columbia.   [2021-08-13]. （原始内容存档于2016-08-08）.
7. 1 2  Mackay, J. Ross. . Arctic. 1988-01-01, 41 (4). ISSN 1923-1245. doi:10.14430/arctic1731.
8. 1 2 3 4 5 6 7 8 9 10 11 12  Yoshikawa, K. . Treatise on Geomorphology. 2013, 8: 274–297. ISBN 9780080885223. doi:10.1016/B978-0-12-374739-6.00212-8.
9. 1 2 3 4  .   [2020-04-25]. （原始内容存档于2021-08-13） （英国英语）.
10. ↑  Pingo Canadian Landmark 的存檔，存档日期2007-06-03.
11. 1 2  Yoshikawa, K., Nakamura, T. and Igarashi, Y. . Polarforschung. 1996, 64 (3): 109–113.
12. 1 2 3 4  Bennike, O. . Geology of Greenland Survey Bulletin. 1998, 180: 159–162. doi:10.34194/ggub.v180.5101 .
13. 1 2 3  Jorgenson, M.T., Yoshikawa, K., Kanevskiy, M., Shur, Y., Romanovsky, V., Marchenko, S., Grosse, G., Brown, J. and Jones, B. . Proceedings of the Ninth International Conference on Permafrost. 2008, 3: 121–122.
14. ↑  Holmes, G.W., Hopkins, D.M. and Foster, H.L. . US Government Printing Office. 1968: 1–40.
15. 1 2 3  Burr, D.M., Tanaka, K.L. and Yoshikawa, K. . Planetary and Space Science. 2009, 57 (5): 541–555. Bibcode:2009P&SS...57..541B. doi:10.1016/j.pss.2008.11.003.
16. ↑  Schuur, Edward A. G.; Abbott, Benjamin. . Nature. 2011-11-30, 480 (7375): 32–33  [2021-08-13]. ISSN 0028-0836. PMID 22129707. S2CID 4412175. doi:10.1038/480032a. （原始内容存档于2021-10-29）.
17. ↑  Cheng, Guodong; Wu, Tonghua. . Journal of Geophysical Research. 2007-06-08, 112 (F2): F02S03. Bibcode:2007JGRF..112.2S03C. CiteSeerX 10.1.1.730.9627 . ISSN 0148-0227. doi:10.1029/2006JF000631 （英语）.
18. ↑  Wetterich, Sebastian; Schirrmeister, Lutz; Nazarova, Larisa; Palagushkina, Olga; Bobrov, Anatoly; Pogosyan, Lilit; Savelieva, Larisa; Syrykh, Liudmila; Matthes, Heidrun; Fritz, Michael; Günther, Frank.  (PDF). Permafrost and Periglacial Processes. July 2018, 29 (3): 182–198  [2021-08-13]. doi:10.1002/ppp.1979. （原始内容存档 (PDF)于2021-10-20） （英语）.
19. ↑  Grosse, G.; Jones, B. M. . The Cryosphere. 2011-01-07, 5 (1): 13–33  [2021-08-13]. Bibcode:2011TCry....5...13G. ISSN 1994-0424. doi:10.5194/tc-5-13-2011 . （原始内容存档于2020-02-15） （英语）.
20. ↑  . Norfolk Wildlife Trust.   [2021-04-07]. （原始内容存档于2022-01-09）.